# U-23 야구 월드컵
U-23 야구 월드컵(U-23 Baseball World Cup)은 2014년 신설된 세계 야구 대회이다. 아시아 지역 예선은 따로 하지 않고 있으며 아시아 야구 선수권 대회 성적에 따라 아시아 출전국이 정해진다. 처음엔 U-21 야구 월드컵(U-21 Baseball World Cup)으로, 21세 이하 선수들이 출전하였으나, 2회부터 U-23 대회로 바뀌었다. 프로와 아마추어 구분없이 출전할 수 있는 대회로 첫 대회는 2014년 11월 7일부터 16일까지 중화민국(타이완) 타이중에서 개최되었다.

## 대회 결과
| 연도             | 기간                  | 개최지                      | 메달리스트       | 메달리스트       | 메달리스트       |                  |
| 연도             | 기간                  | 개최지                      | 금메달           | 은메달           | 동메달           |                  |
| U-21 야구 월드컵 | U-21 야구 월드컵      | U-21 야구 월드컵            | U-21 야구 월드컵 | U-21 야구 월드컵 | U-21 야구 월드컵 | U-21 야구 월드컵 |
| ---------------- | --------------------- | --------------------------- | ---------------- | ---------------- | ---------------- | ---------------- |
| 2014 상세        | 11월 7일 - 11월 16일  | 타이중                      | 중화 타이베이    | 일본             | 대한민국         |                  |
| U-23 야구 월드컵 |                       |                             |                  |                  |                  |                  |
| 2016 상세        | 10월 28일 - 11월 6일  | 몬테레이                    | 일본             | 오스트레일리아   | 대한민국         |                  |
| 2018 상세        | 10월 19일 - 10월 28일 | 바랑키야                    | 멕시코           | 일본             | 베네수엘라       |                  |
| 2021 상세        | 9월 24일 - 10월 3일   | 시우다드오브레곤 로스모치스 | 베네수엘라       | 멕시코           | 콜롬비아         |                  |
| 2022 상세        | 10월 13일 - 10월 23일 | 타이베이,타이중,더우류      | 일본             | 대한민국         | 중화 타이베이    |                  |
| 2024 상세        | 10월 6일 - 10월 15일  | 사오싱                      | 일본             | 푸에르토리코     | 니카라과         |                  |

## 메달 집계
| 순위 | 국가           | 금메달 | 은메달 | 동메달 | 합계 |
| ---- | -------------- | ------ | ------ | ------ | ---- |
| 1    | 일본           | 3      | 2      | 0      | 5    |
| 2    | 멕시코         | 1      | 1      | 0      | 2    |
| 3    | 베네수엘라     | 1      | 0      | 1      | 2    |
| 3    | 중화 타이베이  | 1      | 0      | 1      | 2    |
| 5    | 대한민국       | 0      | 1      | 2      | 3    |
| 6    | 오스트레일리아 | 0      | 1      | 0      | 1    |
| 6    | 푸에르토리코   | 0      | 1      | 0      | 1    |
| 8    | 콜롬비아       | 0      | 0      | 1      | 1    |
| 8    | 니카라과       | 0      | 0      | 1      | 1    |

## 같이 보기
- 세계 대학 야구 선수권 대회